# Martin Bau
Martin Bau, född 8 oktober 1994, är en slovensk simmare.
Bau tävlade för Slovenien vid olympiska sommarspelen 2016 i Rio de Janeiro, där han blev utslagen i försöksheatet på 1500 meter frisim. Vid olympiska sommarspelen 2020 i Tokyo blev Bau utslagen i försöksheatet i två grenar. Han slutade på 24:e plats på 400 meter frisim och på 32:a plats på 800 meter frisim.